# Кроз маглу
Кроз маглу је приповетка познатог српског песника, писца и политичара Петра Кочића. У песми се описује трагичан догађај који је био чест у прошлости на Балканском подручју. Девојка Марушка је од стране родитеља силом натерана да се уда за човека ког није волела, због тога проживљава тешке и стресне ситуације.

## Радња
Обрад, човек за ког је Марушка испрошена није био прилика за њу већ је њене родитеље привукло Обрадово богатство. Марушка је пала у тешке муке јер је дечко ког је волела отишао у војску и није било сигурно да ли ће се опет вратити. Није ни слутила да је већ испрошена. То је веома тешко поднијела, кад су је жене спремале за удају она се искрала и побегла у шуму. Јашући на коњу, кроз велику и густу маглу која се спустила на земљу, наишао је њен брат и изненадио се оним што је видио и чуо. Марушка  је била сва уплакана и певала је неку тужну песму. То су чули сељаци који су били у близини па испричаше велику трагедију која се десила. Марушкин брат је покушао да је на неки начин орасположи али то није било могуће. Иако је знао да већина девојака која се нађе у сличној ситуацији полуди, предложио јој је да се врати у село, рекао је да ће све бити у реду и да се не брине. Марушка није хтела ни да чује за то, радије би да је вукови растргају, била је превише уцвиљена и понижена, полако се подигла и пошла у густу маглу из које се само још неколико тренутака чуо звук гердана које је носила док није скроз нестао.

## Тема
Велика трагедија која је задесила девојку Марушку.

## Ликови
- Марушка
- Обрад
- Марушкин брат
- Сељаци

## Облици приповедања
- Дијалог
- Монолог
- Унутрашњи монолог
- Дескрипција